# Verbascum quercetorum
Verbascum quercetorum är en flenörtsväxtart som beskrevs av Hub. Mor.. Verbascum quercetorum ingår i släktet kungsljus, och familjen flenörtsväxter. Inga underarter finns listade i Catalogue of Life.